# 1992 na rádio
Nesta página encontrará referências aos acontecimentos directamente relacionados com a rádio ocorridos durante o ano de 1992.

## Eventos
- Fundação da rádio Cidade FM

## Nascimentos
| Data | Nome | Profissão | Nacionalidade | Observações | Ref |
| ---- | ---- | --------- | ------------- | ----------- | --- |

## Mortes
| Data           | Nome             | Profissão             | Nacionalidade | Observações | Ref |
| -------------- | ---------------- | --------------------- | ------------- | ----------- | --- |
| 27 de janeiro  | Zé do Prato      | locutor de rodeio     | Brasil        | n. 1948     |     |
| 22 de julho    | Dulce Alves      | repórter e radialista | Bra           | n. 1949     |     |
| 18 de setembro | Aloísio Pimentel | locutor e cantor      | Bra           | m. 1929     |     |